# Seußlitz
Seußlitz ist ein Ortsteil von Diesbar-Seußlitz in der Gemeinde Nünchritz im Landkreis Meißen in Sachsen, der vor allem für das Barockschloss Seußlitz bekannt ist.

## Geographie
Der Ort liegt im Elbtal am Ausgang des Seußlitzer Grundes. Der Ort wird von der Bockau durchflossen, die in Seußlitz in die Elbe mündet. Umliegende Orte sind im Norden Neuseußlitz, im Osten Döschütz und Zottewitz, im Süden Diesbar und im Westen Niederlommatzsch. Der Ort besteht aus mehreren Häuserzeilen, die sich vom früheren Rittergut und Schloss aus sowohl nach Nordosten als auch nach Osten in den Seußlitzer Grund sowie im Südosten in der Elbaue entlang hinziehen.

## Geschichte
| Jahr               | Einwohner |
| ------------------ | --------- |
| 1834               | 364       |
| 1871               | 438       |
| 1890               | 467       |
| 1910               | 399       |
| 1925               | 370       |
| 1933               | 367       |
| 1939               | 377       |
| 1946               | 566       |
| → Diesbar-Seußlitz |           |

Im Jahr 1205 wird Suseliz das erste Mal erwähnt. Der Name kann mit dem slawischen Wort für Insekt und dem obersorbischen Wort für Laufkäfer in Verbindung gebracht werden. Seußlitz bedeutet Ort am Käferbach oder am Käferwald. Der Ortsname war mehrmals Änderungen unterzogen, so wurde Seußlitz im Jahr 1226 Susliz genannt, 1243 Suseliz, 1347 Sselicz bzw. Sewselitz im Jahr 1485. Der Ort wird 1543 Seuselitz genannt und im Jahr 1721 Alt-Seußlitz. Erst 1791 setzte sich die Bezeichnung Seußlitz durch. Otto nobile dicto de Suselicz ist 1205 in der Gründungsurkunde des Augustiner-Chorherrenstiftes St. Afra in Meißen Zeuge. Im Jahr 1226 zerstörte Ludwig der Heilige von Thüringen die Wasserburgen Seußlitz und Kalkreuth wegen Unbotmäßigkeit ihrer Besitzer. Damit verliert sich das Geschlecht derer von Seußlitz in Seußlitz.
Im Jahr 1255 bestand in Seußlitz eine Pfarrkirche unter dem Patronat des Zisterzienserklosters Altzella. Von 1255 bis 1268 nutzte Markgraf Heinrich der Erlauchte Seußlitz als Jagdresidenz und erhob den Ort zum Markgrafenhof (Curia). Die Jagdresidenz erklärt sich aus der weit stärkeren Bewaldung im Mittelalter. Es gab noch keine Hauptstadt, Städte begannen sich erst zu entwickeln. Regiert wurde dort, wo die Notwendigkeit bestand und wo der Markgraf sich gerade aufhielt, so eben auch in der Curia Seußlitz. Im Dresdner Staatsarchiv befinden sich insgesamt sieben Urkunden, die zwischen 1256 und 1266 in Seußlitz gesiegelt wurden.

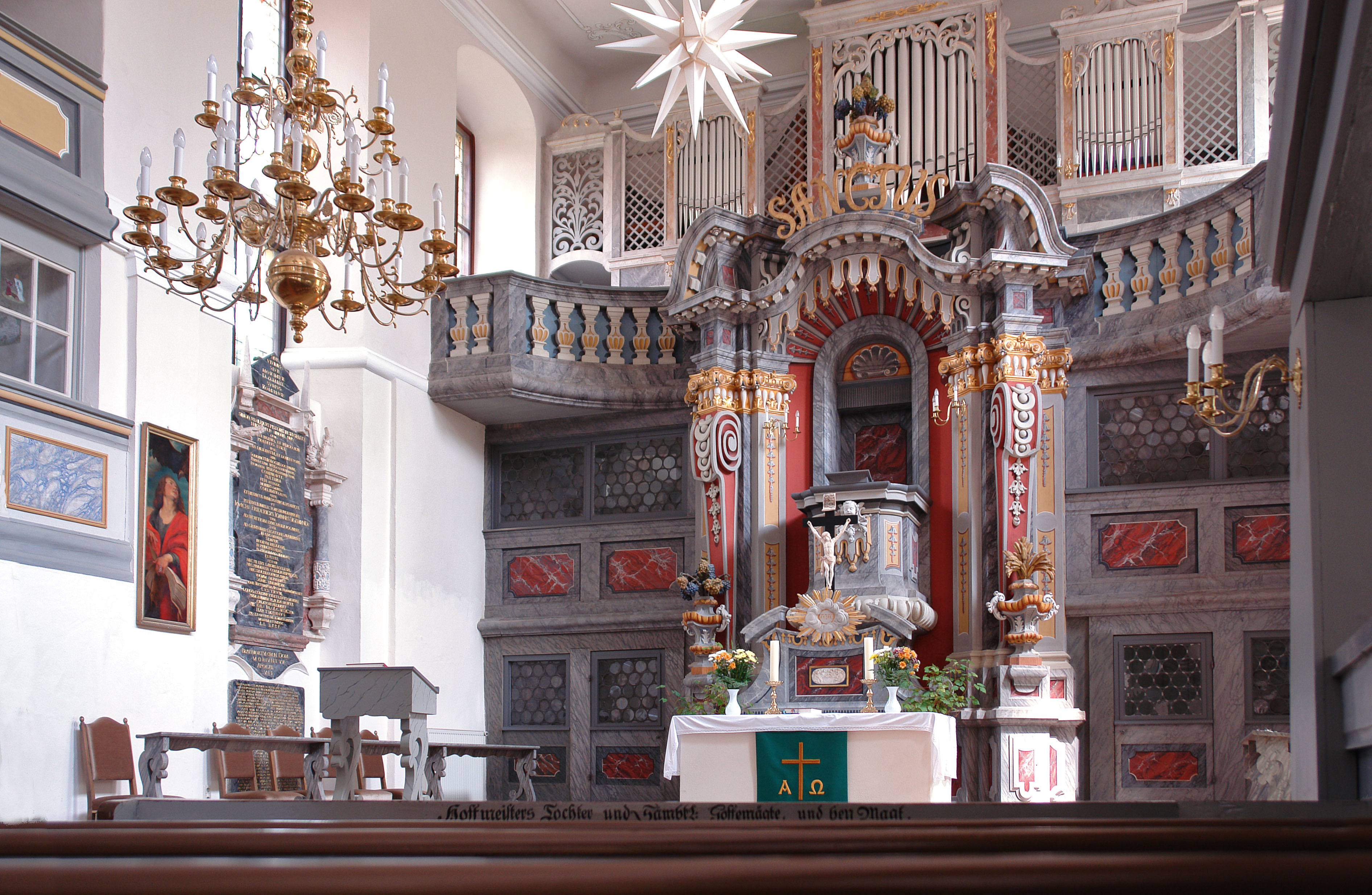
Kirchaltar in Seußlitz

Im Jahr 1268 bestimmte der Markgraf seine Curia zum Kloster des Klarissenordens, dem weiblichen Zweig der Franziskaner. Vier Jahre dauerten die Umbauarbeiten. Seußlitz war das erste Kloster dieses Ordens in Sachsen. Die ersten Nonnen zogen 1272 ein. Es begannen die umfangreichen Schenkungen des Markgrafen an das Kloster. Schon im Stiftungsbrief gehören 17 Ortschaften zur Grundausstattung; Seußlitz und Neuseußlitz zählen dazu. Heinrich der Erlauchte schenkte dem Kloster außerdem einen Weinberg am Kloster und zwei in Diesbar. Das ist der früheste Nachweis von Weinbau in Diesbar-Seußlitz. Bereits 1545 befanden sich hinter dem heutigen Schloss Rebanlagen, fünf weitere kleinere Weinberge befanden sich an anderen Stellen der Flur. Die Weinbaufläche wurde in den folgenden Jahren erweitert, so dass 1721 bereits 21 Einwohner Weinbau betrieben, im Jahr 1812 war ihre Zahl auf 33 gestiegen.
In einer Urkunde von 1300 wird der Tiefe Weg oder Hohlweg als Verbindung des Klosters nach Meißen erwähnt. Die öffentliche Straße ging als Bergstraße von Seußlitz über Radewitz nach Meißen. Diese Abschnürung vom Umland sollte in den folgenden Jahrhunderten zum Entwicklungsnachteil werden. Im Jahr 1334 wurde Seußlitz vom Amt Meißen verwaltet und gehört zur Supanie Seußlitz, einem slawischen Verwaltungsbezirk.
Im Jahr 1363 besaß das Kloster eine Schiffmühle, eine weitere Mühle wird 1384 erwähnt. Die Schiffsmühle arbeitete bis 1874, zwei Wassermühlen existierten bis nach 1945.
Mitte Oktober 1429 wurde das Kloster von den böhmischen Hussiten verwüstet. Kloster und Kirche wurden 1461 Opfer eines Brandes. Für 1471 ist ein Gasthof nachweisbar, Der Kretschmar zahlt 1 Schock, 30 Groschen. Das Kloster vergab 1484 die Fährgerechtigkeit zu alten Lommatzsch, dem Kloster allhier gegenüber gelegen.
Im Jahr 1513 steht im Verzeichnis der Abgabeleistungen der fronpflichtigen Dörfer für das Kloster In der Stadt Seußlitz. Das ist die älteste nachweisbare Bezeichnung als Stadt und in den folgenden Jahrhunderten wird Seußlitz noch häufig so benannt. Die Erhebung zur Stadt erfolgte noch zur Klosterzeit. Ein Stadternennungsbrief, der erzwungene, erkaufte Privilegien vom Grundherrn nachträglich anerkennt, existiert nicht.
Im Jahr 1526 lebten im Kloster 47 Nonnen und Laien, im Klostergut (späteres Rittergut) waren 37 Personen als Gesinde tätig. Die Kirche brannte 1536 ab. Um 1539 oder 1540 wurde Johannes von Mila auf Empfehlung Luthers erster evangelischer Pfarrer in Seußlitz, Seußlitz wurde nach Merschwitz gepfarrt. Im Jahr 1541 wurde das Kloster aus der geistlichen in die kurfürstliche, also weltliche Selbstverwaltung überführt. Der kurfürstliche Kanzler Dr. Simon Pistoris kaufte 1545 das ehemalige Kloster mit den Vorwerken Seußlitz, Merschwitz und Radewitz einschließlich der Frone der Dörfer. Der Lehnbrief wurde erst 1550 ausgestellt. Die Familie Pistoris behielt den Besitz bis 1722. Von 1545 bis 1549 wurden die Klostergebäude zum Wohnschloss umgebaut.
Um 1550 besaß Seußlitz 25 Feuerstätten und damit etwa 200 Einwohner. Das ehemalige Kloster und jetzige Wohnschloss nebst Wirtschaftsgebäude besaß ein Rohrwasser. Reste dieser Wasserleitung wurden beim Kanalisationsbau am Schloss nach 1990 gefunden.
Im Jahr 1552 war Melchior Funck Pfarrer und Schulmeister zugleich. Das ist der älteste Schulnachweis. Die Seußlitzer Winzer rügen 1558 ihren gewachsenen Wein auszuschenken, d. h. im Gerichtsbuch wurde das Ausschankrecht festgeschrieben, und zwar von Martini, also vom 11. November, bis Fastnacht. Das ist der älteste Nachweis der Besenwirtschaft.
Im Jahr 1567 bewirtschafteten das Rittergut Seußlitz und Vorwerk Radewitz 232 Acker, 232 Ruten Acker, 27 Acker, 232 Ruten Wiesen und 214 Acker, 107 Ruten Forsten. Das stimmt gut mit den heutigen Flurgrößen überein. In den Jahren 1631/1632 und 1637 wütete in Seußlitz sowie in den umliegenden Dörfern die Pest; 1637 forderte sie 91 Menschenleben. In den Jahren 1632 sowie 1638/1639 erreicht der Dreißigjährige Krieg die Gutsherrschaft; 1632 wurde das Fährhaus an der Rauen Furt zerstört.
Im Jahr 1676 erfolgte der Neubau einer Schule als eingeschossiger Bau, der 1812 ein Fachwerkgeschoss aufgesetzt wurde (Bergstraße). Im Jahr 1895 kaufte Julius von Harck für 5400 Mark das Grundstück auf Neuseußlitzer Flur und schenkte es der Schulgemeinde für eine neue Schule, die 1896 eingeweiht wurde. Heinrich von Bünau kaufte 1722 das stark heruntergekommene Schloss mit Rittergut und baute 1722 bis 1732 Schloss und Kirche im Stil des Barocks um. Im Besitz der Familie blieb das Anwesen bis 1797. Die Heinrichs- und Luisenburg wurden 1730 fertiggestellt, ebenso die Eisgrube zwischen Nordflügel des Schlosses und dem heutigen Haus des Gastes.

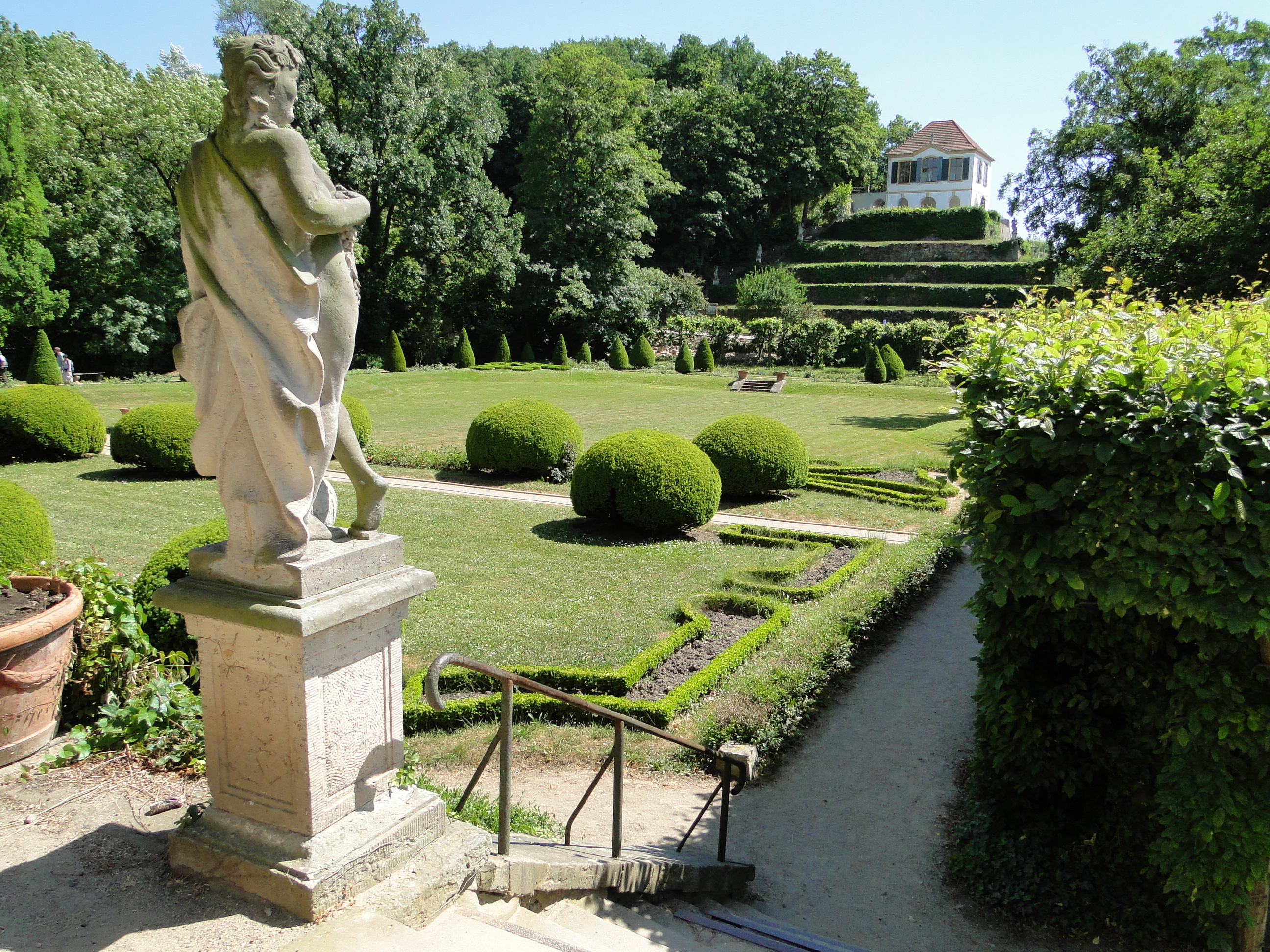
Schloss Seußlitz, Schlosspark und Heinrichsburg

Im Jahr 1742 wurden 14 neu erbaute Häuser, davon zehn in Seußlitz und vier in Diesbar, in deren Weinbergen genannt. Die Bergstraße wurde 1769 verkauft – von hoher Herrschaft be[ge]schehene Verkaufung der Gremzige an einige Unterthanen. Im Jahr 1813 wurde Schloss Seußlitz für wenige Tage Zufluchtsstätte der Wittenberger Universitätsbibliothek. Sie sollte in 333 Kisten auf dem Wasserweg nach Dresden ausgelagert werden, um sie vor den Preußen in Sicherheit zu bringen, die Wittenberg belagerten. Auf Dresdner Befehl wurde sie in Seußlitz im Gartenhaus eingelagert, von wo sie wieder nach Wittenberg kam. Im Jahr 1873 wurde der alte Friedhof an der Kirche aufgelassen. Ein neuer Friedhof in Neuseußlitz wurde eingeweiht.
Um 1880 entwickelte sich besonders Diesbar, aber auch Seußlitz zur Sommerfrische, vor allem gefördert durch Leipziger Bürger. Die Gründung von zahlreichen Ausflugsgaststätten führte schließlich zur Idee des Heiratsmarktes, von dem das genaue Gründungsjahr nicht festgestellt werden konnte.
Im Jahr 1880 erwarb der Leipziger Kauf- und Handelsherr Julius von Harck Schloss, Rittergut und Park. Um 1890 wurden zwei Häuser als Altersheime für verdienstvolle ehemalige Arbeitnehmer der Harcks gebaut, darunter das Helenenheim. Im Jahr 1894 übernahm der Sohn, der Kunstwissenschaftler Fritz von Harck, das Anwesen. Schloss Seußlitz wurde Heimstätte der Kunstsammlung Fritz von Harcks. Bis 1911 hing im Schloss die berühmte Grafik Die Lebensalter von Hans Baldung Grien (1484/85–1545). Fritz von Harck pflegte viele Bekanntschaften und Freundschaften mit Malern und berühmten Kunstwissenschaftlern, so mit Wilhelm Busch und dem Berliner Museumsdirektor Wilhelm Bode. Nach seinem Tod 1917 fallen die Kunstwerke an das Grassimuseum Leipzig.
Im Jahr 1902 wurde der Militärverein Seußlitz gegründet, der Gasthof branntt ab und wurde 1905 wieder aufgebaut. Im Jahr 1907 wurden, nachdem in Sachsen erstmals 1887 in der Hoflössnitz die Reblaus festgestellt wurde, im Bahrmann’schen Weinberg in Seußlitz Pfropfreben gepflanzt. In Diesbar-Seußlitz wurden nie Rebläuse festgestellt.

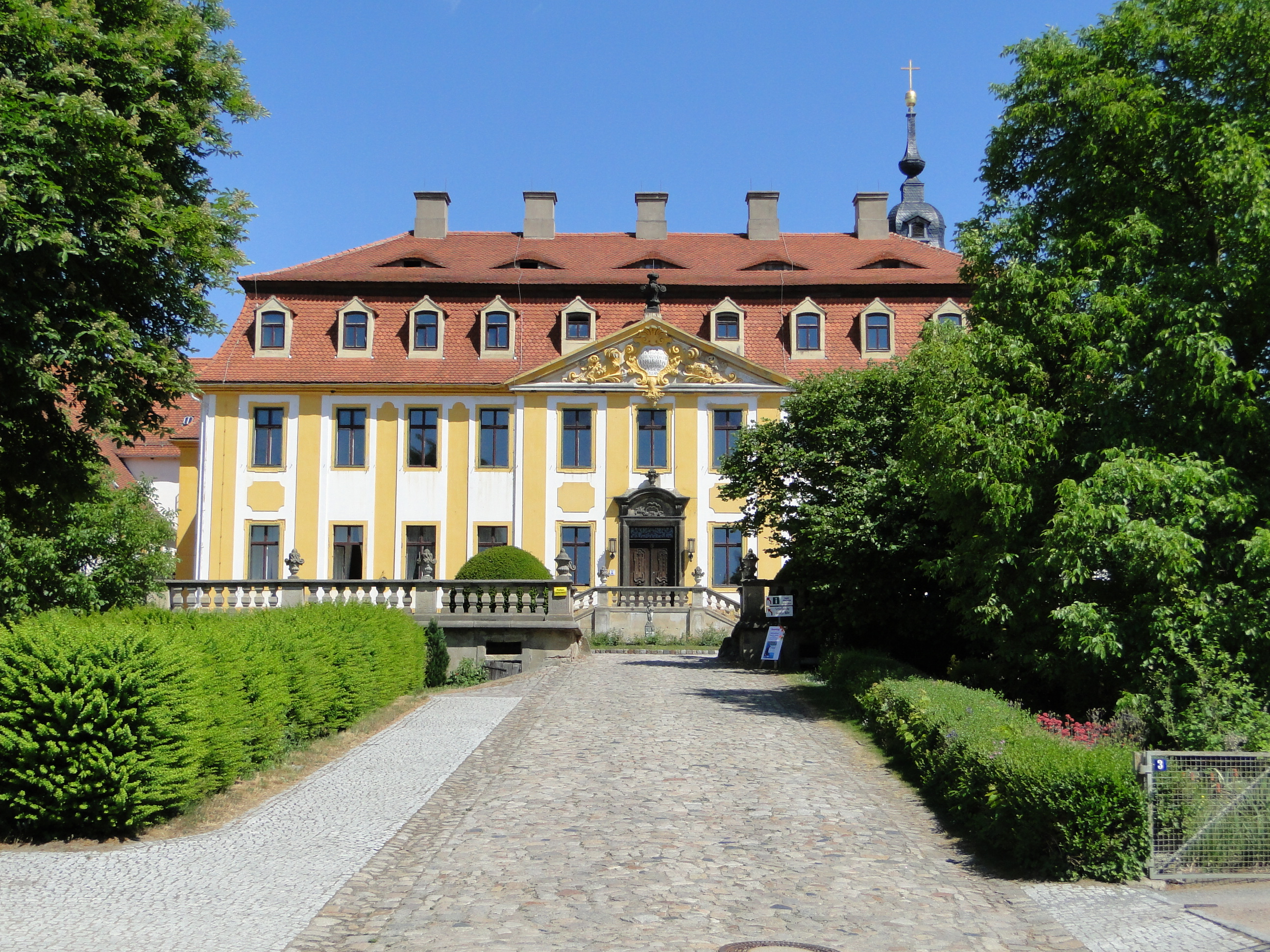
Barockschloss Seußlitz, Zugang

Fritz von Harck richtete 1910 eine Spielschule (Vorläufer des Kindergartens) und eine Lehrküche für junge Mädchen im „Helenenheim“ ein, sie wurden 1920 aufgelöst. Im Jahr 1926 bediente erstmals eine Buslinie Diesbar und Seußlitz.
Nachweislich 1935, 1936 und 1938 fanden in Seußlitz Winzerfeste mit Festzug und Ausstellungen statt. Im Jahr 1938 entstand aus diesem Anlass das „Seußlitzer Winzerlied“ von Förster Georg Eckart. Vermutlich fand bereits 1925 ein Winzerfest statt, da Max Weber das Gedicht Prolog zum Winzerfeste 1925 verfasste.
Nach einer Großsprengung am „Bösen Bruder“ 1937 entstand Platz für eine Straße von Seußlitz nach Diesbar. Von 1939 bis 1945 fand wegen des Zweiten Weltkrieges kein Heiratsmarkt statt, gleichfalls von 1967 bis 1991, da der Himmelfahrtstag kein Feiertag war. Die Männer zogen trotzdem an diesem Tag nach Seußlitz.
Teile der Dresdner Sammlungen (Militärhistorisches Museum, Staatsarchiv, Bibliothek der Technischen Hochschule) wurden 1943 in das Schloss Seußlitz ausgelagert und nach Kriegsende 1946 durch die sowjetische Besatzungsmacht und die Dresdner Institute wieder abtransportiert. Von 1944 bis 1947 richtete der Maler Karl Kröner sein Atelier in der Heinrichsburg ein. Der Rittergutsbesitzer wurde 1945 im Rahmen der Bodenreform enteignet. Umsiedler und Kleinbauern erhielten je fünf Hektar Land. Noch vor der Bodenreform wurde das Rittergut als Kommunales Wirtschaftsunternehmen (KWU) der Stadt Dresden zugeordnet, ebenso Schloss und Weinberge. Nach der Reform verblieben nur Weinberge und Schloss bei der KWU; erstere wurden später dem Volksweingut Radebeul zugeordnet.
Im April 1946 wurde das Schloss in ein Feierabendheim umgewandelt, da das Güntzheim in Dresden ausgebombt wurde. Der FDGB (Freier Deutscher Gewerkschaftsbund) bezog 1948 Diesbar und Seußlitz in den Feriendienst ein. Bis zur Wende 1989 verbrachten 14-tägig ca. 200 Gäste ihren Urlaub in Diesbar-Seußlitz.
Im Jahr 1925 waren 350 Einwohner des Ortes evangelisch-lutherisch, 14 Einwohner waren katholisch. Sachsen kam nach dem Zweiten Weltkrieg in die Sowjetische Besatzungszone und später zur DDR. Die historisch gewachsene Zugehörigkeit von Seußlitz zu Großenhain blieb nach der Gebietsreform 1952 nicht erhalten. Sie ordnete Seußlitz dem Kreis Riesa im Bezirk Dresden zu. Im gleichen Jahr schlossen sich Diesbar und Seußlitz zu Diesbar-Seußlitz zusammen.